# Густаво Салгейро де Алмейда Коррея
Густаво Салгейро де Алмейда Корреа (порт. Gustavo Salgueiro de Almeida Correia; 7 липня 1985, Масейо, Бразилія) — колишній бразильський футболіст, півзахисник.

## Біографія
Виступав за бразильські клуби «Спорт Ресіфі», «Америка» (Сан-Жозе-ду-Ріу-Прету) і АСА. 
У 2007 році виступав в Японії за клуб «Монтедіо Ямагата». 2008 рік провів у складі польського «Відзева», але зіграв лише один матч 5 квітня 2008 року проти «Ягеллонії» (2:0), Густаво вийшов на 88 хвилині замість Стефано Наполеоні. Після цього виступав за ССА Масейо в бразильській Серії D.
У вересні 2009 року перейшов у луцьку «Волинь». У команді дебютував у матчі Кубка України проти криворізького «Кривбасу» (2:1), Густаво вийшов на 26 хвилині замість Дмитра Єременка. Всього в українській Першій лізі бразильський легіонер провів 6 матчів і ще дві гри у національному кубку.
В подальшому повернувся на батьківщину, де грав за нижчолігові бразильські клуби.
2016 року підписав контракт з канадським «Едмонтоном».